# Brea de Tajo
Brea de Tajo est une commune de la communauté de Madrid, en Espagne.